# Tour de France 1969
56. Tour de France rozpoczął się 28 czerwca w Roubaix, a zakończył się 20 lipca 1969 roku w Paryżu. Wyścig składał się z prologu i 22 etapów. Cała trasa liczyła 4117 km.
Klasyfikację generalną wygrał Eddy Merckx. Jako jedyny w historii Tour de France wygrał także pozostałe klasyfikacje indywidualne: punktową, górską i kombinowaną. Ponadto Merckx został też najaktywniejszym kolarzem, a jego drużyna, FAEMA, wygrała klasyfikację drużynową.
Pięciu kolarzy: Holender Henk Nijdam, Belg Jos Timmerman, Rudi Altig z RFN oraz Francuzi: Bernard Guyot i Pierre Matignon zostali zdyskwalifikowani za doping.

## Drużyny
W tej edycji TdF wzięło udział 13 drużyn:
- Bic
- Mann-Grundig
- Peugeot-BP-Michelin
- KAS-Kaskol
- Flandria-De Clerck-Kruger
- FAEMA
- Sonolor-Lejeune-Wolber
- Mercier-BP-Hutchinson
- Frimatic-De Gribaldy-Viva-Wolber
- Willem II-Gazelle
- Fagor
- Molteni
- Salvarani

## Etapy
| Etap | Data       | Trasa                                | Dystans     | Zwycięzca           |
| ---- | ---------- | ------------------------------------ | ----------- | ------------------- |
| P    | 28 czerwca | Roubaix                              | ITT 10 km   | Rudi Altig          |
| 1A   | 29 czerwca | Roubaix - Woluwe-Saint-Pierre        | 147,0 km    | Marino Basso        |
| 1B   | 29 czerwca | Woluwe-Saint-Pierre                  | TTT 15,6 km | FAEMA               |
| 2    | 30 czerwca | Woluwe-Saint-Pierre – Maastricht     | 181,5 km    | Julien Stevens      |
| 3    | 30 czerwca | Maastricht - Charleville-Mézières    | 213,5 km    | Eric Leman          |
| 4    | 30 czerwca | Charleville-Mézières - Nancy         | 214,0 km    | Rik Van Looy        |
| 5    | 1 lipca    | Nancy - Miluza                       | 193,5 km    | Joaquim Agostinho   |
| 6    | 3 lipca    | Miluza - Ballon d’Alsace             | 133,5 km    | Eddy Merckx         |
| 7    | 4 lipca    | Belfort - Divonne-les-Bains          | 241,0 km    | Mariano Díaz        |
| 8A   | 2 lipca    | Divonne-les-Bains                    | ITT 8,8 km  | Eddy Merckx         |
| 8B   | 2 lipca    | Divonne-les-Bains - Thonon-les-Bains | 136,5 km    | Michele Dancelli    |
| 9    | 4 lipca    | Thonon-les-Bains – Chamonix          | 111,0 km    | Roger Pingeon       |
| 10   | 5 lipca    | Chamonix – Briançon                  | 220,5 km    | Herman Van Springel |
| 11   | 9 lipca    | Briançon – Digne                     | 198,0 km    | Eddy Merckx         |
| 12   | 10 lipca   | Digne – Aubagne                      | 161,5 km    | Felice Gimondi      |
| 13   | 11 lipca   | Aubagne – La Grande-Motte            | 195,5 km    | Guido Reybrouck     |
| 14   | 12 lipca   | La Grande-Motte – Revel              | 234,5 km    | Joaquim Agostinho   |
| 15   | 14 lipca   | Revel                                | ITT 18,5 km | Eddy Merckx         |
| 16   | 15 lipca   | Castelnaudary – Luchon               | 199,0 km    | Raymond Delisle     |
| 17   | 16 lipca   | Luchon – Mourenx                     | 214,5 km    | Eddy Merckx         |
| 18   | 17 lipca   | Mourenx – Bordeaux                   | 201,0 km    | Barry Hoban         |
| 19   | 18 lipca   | Bordeaux – Brive                     | 192,5 km    | Barry Hoban         |
| 20   | 19 lipca   | Brive – Puy de Dôme                  | 198,0 km    | Pierre Matignon     |
| 21   | 20 lipca   | Clermont-Ferrand – Montargis         | 329,5 km    | Herman Van Springel |
| 22A  | 21 lipca   | Montargis – Créteil                  | 111,5 km    | Joseph Spruyt       |
| 22B  | 21 lipca   | Créteil - Paryż                      | ITT 36,8 km | Eddy Merckx         |

## Liderzy klasyfikacji po etapach
| Etap                 | Zwycięzca            | Klasyfikacja generalna | Klasyfikacja punktowa | Klasyfikacja górska | Klasyfikacja kombinowana | Klasyfikacja drużynowa |
| -------------------- | -------------------- | ---------------------- | --------------------- | ------------------- | ------------------------ | ---------------------- |
| P                    | Rudi Altig           | Rudi Altig             | Rudi Altig            | brak                | brak                     | Salvarani              |
| 1a                   | Marino Basso         | Rudi Altig             | Marino Basso          | Roger De Vlaeminck  | Eddy Merckx              | Salvarani              |
| 1b                   | Faema                | Eddy Merckx            | Marino Basso          | Roger De Vlaeminck  | Eddy Merckx              | Faema                  |
| 2                    | Julien Stevens       | Julien Stevens         | Marino Basso          | Roger De Vlaeminck  | Eddy Merckx              | Faema                  |
| 3                    | Eric Leman           | Julien Stevens         | Marino Basso          | Roger De Vlaeminck  | Eddy Merckx              | Faema                  |
| 4                    | Rik Van Looy         | Julien Stevens         | Marino Basso          | Roger De Vlaeminck  | Eddy Merckx              | Faema                  |
| 5                    | Joaquim Agostinho    | Désiré Letort          | Marino Basso          | Roger De Vlaeminck  | Eddy Merckx              | Salvarani              |
| 6                    | Eddy Merckx          | Eddy Merckx            | Eddy Merckx           | Eddy Merckx         | Eddy Merckx              | Salvarani              |
| 7                    | Mariano Díaz         | Eddy Merckx            | Roger De Vlaeminck    | Joaquim Galera      | Eddy Merckx              | Salvarani              |
| 8a                   | Eddy Merckx          | Eddy Merckx            | Roger De Vlaeminck    | Joaquim Galera      | Eddy Merckx              | Salvarani              |
| 8b                   | Michele Dancelli     | Eddy Merckx            | Roger De Vlaeminck    | Joaquim Galera      | Eddy Merckx              | Salvarani              |
| 9                    | Roger Pingeon        | Eddy Merckx            | Eddy Merckx           | Eddy Merckx         | Eddy Merckx              | Salvarani              |
| 10                   | Herman Van Springel  | Eddy Merckx            | Eddy Merckx           | Eddy Merckx         | Eddy Merckx              | Faema                  |
| 11                   | Eddy Merckx          | Eddy Merckx            | Eddy Merckx           | Eddy Merckx         | Eddy Merckx              | Fagor                  |
| 12                   | Felice Gimondi       | Eddy Merckx            | Eddy Merckx           | Eddy Merckx         | Eddy Merckx              | KAS                    |
| 13                   | Guido Reybrouck      | Eddy Merckx            | Eddy Merckx           | Eddy Merckx         | Eddy Merckx              | KAS                    |
| 14                   | Joaquim Agostinho    | Eddy Merckx            | Eddy Merckx           | Eddy Merckx         | Eddy Merckx              | KAS                    |
| 15                   | Eddy Merckx          | Eddy Merckx            | Eddy Merckx           | Eddy Merckx         | Eddy Merckx              | Faema                  |
| 16                   | Raymond Delisle      | Eddy Merckx            | Eddy Merckx           | Eddy Merckx         | Eddy Merckx              | KAS                    |
| 17                   | Eddy Merckx          | Eddy Merckx            | Eddy Merckx           | Eddy Merckx         | Eddy Merckx              | Faema                  |
| 18                   | Barry Hoban          | Eddy Merckx            | Eddy Merckx           | Eddy Merckx         | Eddy Merckx              | Faema                  |
| 19                   | Barry Hoban          | Eddy Merckx            | Eddy Merckx           | Eddy Merckx         | Eddy Merckx              | Faema                  |
| 20                   | Pierre Matignon      | Eddy Merckx            | Eddy Merckx           | Eddy Merckx         | Eddy Merckx              | Faema                  |
| 21                   | Herman Van Springel  | Eddy Merckx            | Eddy Merckx           | Eddy Merckx         | Eddy Merckx              | Faema                  |
| 22a                  | Joseph Spruyt        | Eddy Merckx            | Eddy Merckx           | Eddy Merckx         | Eddy Merckx              | Faema                  |
| 22b                  | Eddy Merckx          | Eddy Merckx            | Eddy Merckx           | Eddy Merckx         | Eddy Merckx              | Faema                  |
| Klasyfikacja końcowa | Klasyfikacja końcowa | Eddy Merckx            | Eddy Merckx           | Eddy Merckx         | Eddy Merckx              | FAEMA                  |

## Klasyfikacje końcowe

### Klasyfikacja generalna
| Pozycja | Zawodnik            | Drużyna   | Czas          |
| ------- | ------------------- | --------- | ------------- |
| 1.      | Eddy Merckx         | FAEMA     | 116 h 16' 02" |
| 2.      | Roger Pingeon       | Peugeot   | +17' 54"      |
| 3.      | Raymond Poulidor    | Mercier   | +22' 13"      |
| 4.      | Felice Gimondi      | Salvarani | +29' 24"      |
| 5.      | Andres Gandarias    | KAS       | +33' 04"      |
| 6.      | Marinus Wagtmans    | Willem II | +33' 57"      |
| 7.      | Pierfranco Vianelli | Molteni   | +42' 40"      |
| 8.      | Joaquim Agostinho   | Frimatic  | +51' 24"      |
| 9.      | Désiré Letort       | Peugeot   | +51' 41"      |
| 10.     | Jan Janssen         | Bic       | +52' 56"      |

### Klasyfikacja punktowa
| Pozycja | Zawodnik         | Drużyna   | Punkty |
| ------- | ---------------- | --------- | ------ |
| 1.      | Eddy Merckx      | FAEMA     | 244    |
| 2.      | Jan Janssen      | Bic       | 150    |
| 3.      | Marinus Wagtmans | Willem II | 136    |
| 4.      | Roger Pingeon    | Peugeot   | 131    |
| 5.      | Felice Gimondi   | Salvarani | 108    |

### Klasyfikacja górska
| Pozycja | Zawodnik         | Drużyna  | Punkty |
| ------- | ---------------- | -------- | ------ |
| 1.      | Eddy Merckx      | FAEMA    | 155    |
| 2.      | Roger Pingeon    | Peugeot  | 94     |
| 3.      | Joaquim Galera   | Fagor    | 80     |
| 4.      | Paul Gutty       | Frimatic | 68     |
| 5.      | Andrés Gandarias | KAS      | 54     |

### Klasyfikacja kombinowana
| Pozycja | Zawodnik         | Drużyna   | Punkty |
| ------- | ---------------- | --------- | ------ |
| 1.      | Eddy Merckx      | FAEMA     | 3      |
| 2.      | Roger Pingeon    | Peugeot   | 8      |
| 3.      | Felice Gimondi   | Salvarani | 15     |
| 4.      | Raymond Poulidor | Mercier   | 16     |
| 5.      | Andrés Gandarias | KAS       | 19     |

### Klasyfikacja drużynowa
| Pozycja | Drużyna  | Czas          |
| ------- | -------- | ------------- |
| 1.      | FAEMA    | 351 h 50' 56" |
| 2.      | Peugeot  | +14' 53"      |
| 3.      | KAS      | +1 h 01' 42   |
| 4.      | Fagor    | +1 h 17' 46   |
| 5.      | Frimatic | +1 h 28' 20   |